# Navardún
Navardún település Spanyolországban,  Zaragoza tartományban. Navardún Sos del Rey Católico, Urriés, Los Pintanos, Isuerre és Petilla de Aragón községekkel határos. Lakosainak száma 39 fő (2024).

## Népesség
A település népessége az utóbbi években az alábbiak szerint változott:
| Lakosok száma | 60   | 54   | 44   | 49   | 47   | 43   | 41   | 38   | 35   | 39   |
|               | 2001 | 2004 | 2007 | 2009 | 2012 | 2014 | 2017 | 2019 | 2022 | 2024 |